# Shotgun Blossom
Shotgun Blossom è il primo album in studio LP degli Snapper, gruppo rock neozelandese guidato da Peter Gutteridge. Venne pubblicato nel Regno Unito dall'Avalanche Records nel 1990 e poi dalla Flying Nun Records in Australia e Nuova Zelanda nel 1992.

## Tracce
1. Pop Your Top
2. Can
3. Telepod Fly
4. Eyes That Shine
5. Dead Pictures
6. What Are You Thinking
7. Hot Sun
8. I Don't Know
9. Emmanuelle
10. Dry Spot
11. Rain